# Nawabganj (upazila)
Nawabganj (en bengali : নবাবগঞ্জ) est une upazila du Bangladesh dans le district de Dinajpur. En 2012, on y dénombrait 170 301 habitants.